# Каснянское сельское поселение
Каснянское сельское поселение — упразднённое муниципальное образование в составе Вяземского района Смоленской области России.
Административный центр — деревня Касня.
Образовано Законом Смоленской области от 28 декабря 2004 года. Упразднено Законом Смоленской области от 25 мая 2017 года с включением всех входивших в него населённых пунктов в Новосельское сельское поселение.

## Географические данные
- Общая площадь: 139,1 км²
- Расположение: северная часть Вяземского района
- Граничит:
  - на севере — с Новодугинским районом
  - на северо-востоке — с Шуйским сельским поселением
  - на востоке — с Мещёрским сельским поселением
  - на юге — с Новосельским сельским поселением
  - на юго-западе — с Андрейковским сельским поселением
  - на западе — с Масловским сельским поселением
  - на северо-западе — с Хмелитским сельским поселением
- По территории поселения проходит железная дорога Ржев — Вязьма, имеются станции: Меркучево, Касня, о.п. 232-й км.
- По территории поселения проходит автодорога Р134 «Старая Смоленская дорога» Смоленск — Дорогобуж — Вязьма — Зубцов.
- Крупные реки: Вязьма, Касня.

## Население
| 2011 | 2012 | 2013 | 2014 | 2015 | 2016 | 2017 |
| ---- | ---- | ---- | ---- | ---- | ---- | ---- |
| 704  | →704 | ↘677 | ↗684 | ↘665 | ↘650 | ↘636 |

## Населённые пункты
На территории поселения находилось 16 населённых пунктов.
- Касня, деревня
- Андроново, деревня
- Богданово, деревня
- Быково, деревня
- Горлово, деревня
- Дрожжино, деревня
- Ефремово, деревня
- Зенкино, деревня
- Лешутиха, деревня
- Меркучево, деревня
- Новые Дворы, деревня
- Семово, деревня
- Сковородкино, деревня
- Староселье, деревня
- Чернобаево, деревня
- Щелканово, деревня

## Экономика
Сельхозпредприятия, магазины, охотохозяйство.